# Olympische Sommerspiele 2012/Synchronschwimmen – Duett
Das Duett-Synchronschwimmen bei den Olympischen Spielen 2012 in London wurde vom 5. bis zum 7. August 2012 im London Aquatics Centre ausgetragen. 48 Athletinnen, die 24 Duette bildeten, nahmen daran teil. 
Die Qualifikation beinhaltete ein Technikprogramm und eine freie Kür. Die Wertungen wurden addiert, die 12 besten Duette zogen ins Finale ein. Im Finale wurde eine freie Kür geschwommen. Zu der Kürwertung wurde die Technikwertung aus der Qualifikation addiert.

## Titelträger
| Olympiasieger | Anastassija Dawydowa, Anastassija Jermakowa ( Russland) | 99,251 Punkte  | Peking 2008   |
| Weltmeister   | Natalja Ischtschenko, Swetlana Romaschina ( Russland)   | 196,610 Punkte | Shanghai 2011 |

## Qualifikation
Technik: 5. August 2012, 16:00 Uhr (MESZ)

freie Kür: 6. August 2012, 16:00 Uhr (MESZ)
| Platz | Name                                         | Nation             | Technik | Kür    | Gesamtpunktzahl |
| ----- | -------------------------------------------- | ------------------ | ------- | ------ | --------------- |
| 01    | Natalja Ischtschenko/ Swetlana Romaschina    | Russland           | 98,200  | 98,600 | 196,800         |
| 02    | Huang Xuechen/ Liu Ou                        | China              | 96,100  | 96,710 | 192,810         |
| 03    | Ona Carbonell/ Andrea Fuentes                | Spanien            | 96,000  | 96,590 | 192,590         |
| 04    | Marie-Pierre Boudreau-Gagnon/ Élise Marcotte | Kanada             | 94,500  | 94,750 | 189,250         |
| 05    | Yukiko Inui/ Chisa Kobayashi                 | Japan              | 93,200  | 93,200 | 186,400         |
| 06    | Darja Juschko/ Ksenija Sydorenko             | Ukraine            | 92,200  | 92,140 | 184,340         |
| 07    | Giulia Lapi/ Mariangela Perrupato            | Italien            | 90,700  | 90,740 | 181,440         |
| 08    | Evangelia Platanioti/ Despina Solomou        | Griechenland       | 89,200  | 88,840 | 178,040         |
| 09    | Olivia Federici/ Jenna Randall               | Großbritannien     | 88,000  | 88,790 | 176,890         |
| 10    | Mary Killman/ Mariya Koroleva                | Vereinigte Staaten | 87,900  | 88,270 | 176,170         |
| 11    | Sara Labrousse/ Chloé Willhelm               | Frankreich         | 87,700  | 88,340 | 176,040         |
| 12    | Park Hyun-ha/ Park Hyun-sun                  | Südkorea           | 86,700  | 87,460 | 174,600         |
| 13    | Nayara Figueira/ Lara Teixeira               | Brasilien          | 87,100  | 87,000 | 174,100         |
| 14    | Soňa Bernardová/ Alžběta Dufková             | Tschechien         | 85,800  | 86,060 | 171,840         |
| 15    | Anna Kulkina/ Äigerim Scheksembinowa         | Kasachstan         | 84,600  | 84,980 | 169,580         |
| 16    | Jang Hyang-mi/ Jong Yon-hui                  | Nordkorea          | 84,400  | 84,830 | 169,230         |
| 17    | Anastasia Gloushkov/ Inna Yoffe              | Israel             | 83,400  | 83,520 | 166,920         |
| 18    | Isabel Delgado/ Nuria Diosdado               | Mexiko             | 83,000  | 83,610 | 166,610         |
| 19    | Nadine Brandl/ Livia Lang                    | Österreich         | 82,000  | 81,850 | 163,850         |
| 20    | Pamela Fischer/ Anja Nyffeler                | Schweiz            | 81,200  | 82,120 | 163,320         |
| 21    | Eszter Czékus/ Szofi Kiss                    | Ungarn             | 79,400  | 79,080 | 158,480         |
| 22    | Etel Sanchez/ Sofia Sanchez                  | Argentinien        | 78,900  | 78,410 | 157,310         |
| 23    | Eloise Amberger/ Sarah Bombell               | Australien         | 77,400  | 77,480 | 154,880         |
| 24    | Shaza Abdelrahman/ Dalia El-Gebaly           | Ägypten            | 75,700  | 76,040 | 152,100         |

## Finale
7. August 2012, 16:00 Uhr (MESZ)
Das Finale brachte den vierten russischen Olympiasieg im Duett in Folge.

Das chinesische Duett erschwamm sich die erste Medaille für die Volksrepublik China in dieser Disziplin.

Erstmals war kein japanisches Duett auf dem Podest vertreten.
| Platz | Name                                         | Nation             | Technik | Kür    | Gesamtpunktzahl |
| ----- | -------------------------------------------- | ------------------ | ------- | ------ | --------------- |
| 01    | Natalja Ischtschenko/ Swetlana Romaschina    | Russland           | 98,200  | 98,900 | 197,100         |
| 02    | Ona Carbonell/ Andrea Fuentes                | Spanien            | 96,000  | 96,900 | 192,900         |
| 03    | Huang Xuechen/ Liu Ou                        | China              | 96,100  | 96,770 | 192,870         |
| 04    | Marie-Pierre Boudreau-Gagnon/ Élise Marcotte | Kanada             | 94,500  | 94,620 | 189,120         |
| 05    | Yukiko Inui/ Chisa Kobayashi                 | Japan              | 93,200  | 93,540 | 186,740         |
| 06    | Darja Juschko/ Ksenija Sydorenko             | Ukraine            | 92,200  | 92,670 | 184,870         |
| 07    | Giulia Lapi/ Mariangela Perrupato            | Italien            | 90,700  | 90,720 | 181,420         |
| 08    | Evangelia Platanioti/ Despina Solomou        | Griechenland       | 89,200  | 89,360 | 178,560         |
| 09    | Olivia Federici/ Jenna Randall               | Großbritannien     | 88,100  | 89,170 | 177,270         |
| 10    | Sara Labrousse/ Chloé Willhelm               | Frankreich         | 87,700  | 88,560 | 176,260         |
| 11    | Mary Killman/ Mariya Koroleva                | Vereinigte Staaten | 87,900  | 87,770 | 175,670         |
| 12    | Park Hyun-ha/ Park Hyun-sun                  | Südkorea           | 86,700  | 87,250 | 173,950         |

## Bildergalerie

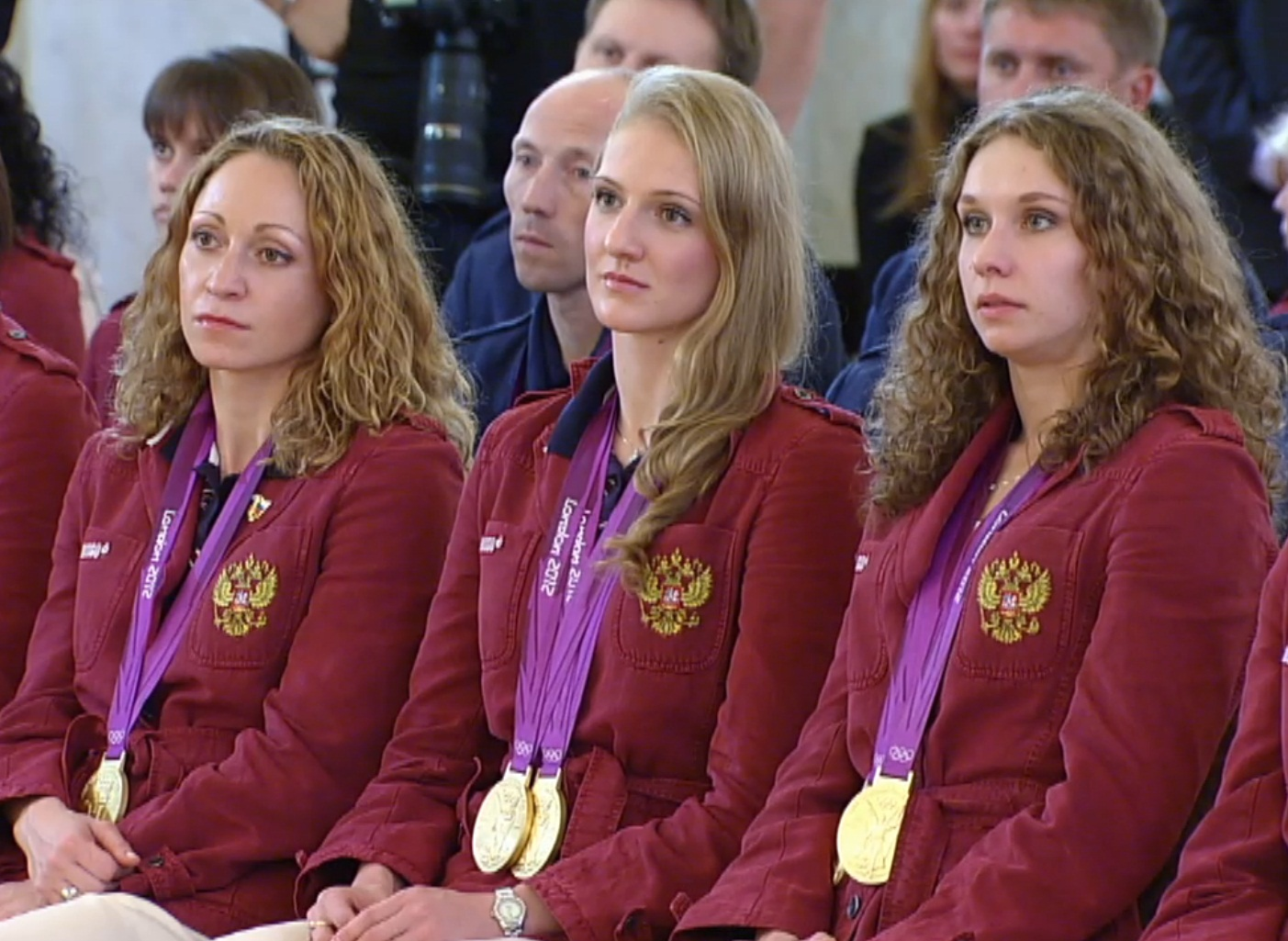
Swetlana Romaschina (Mitte), die beiden Olympiasiegerinnen
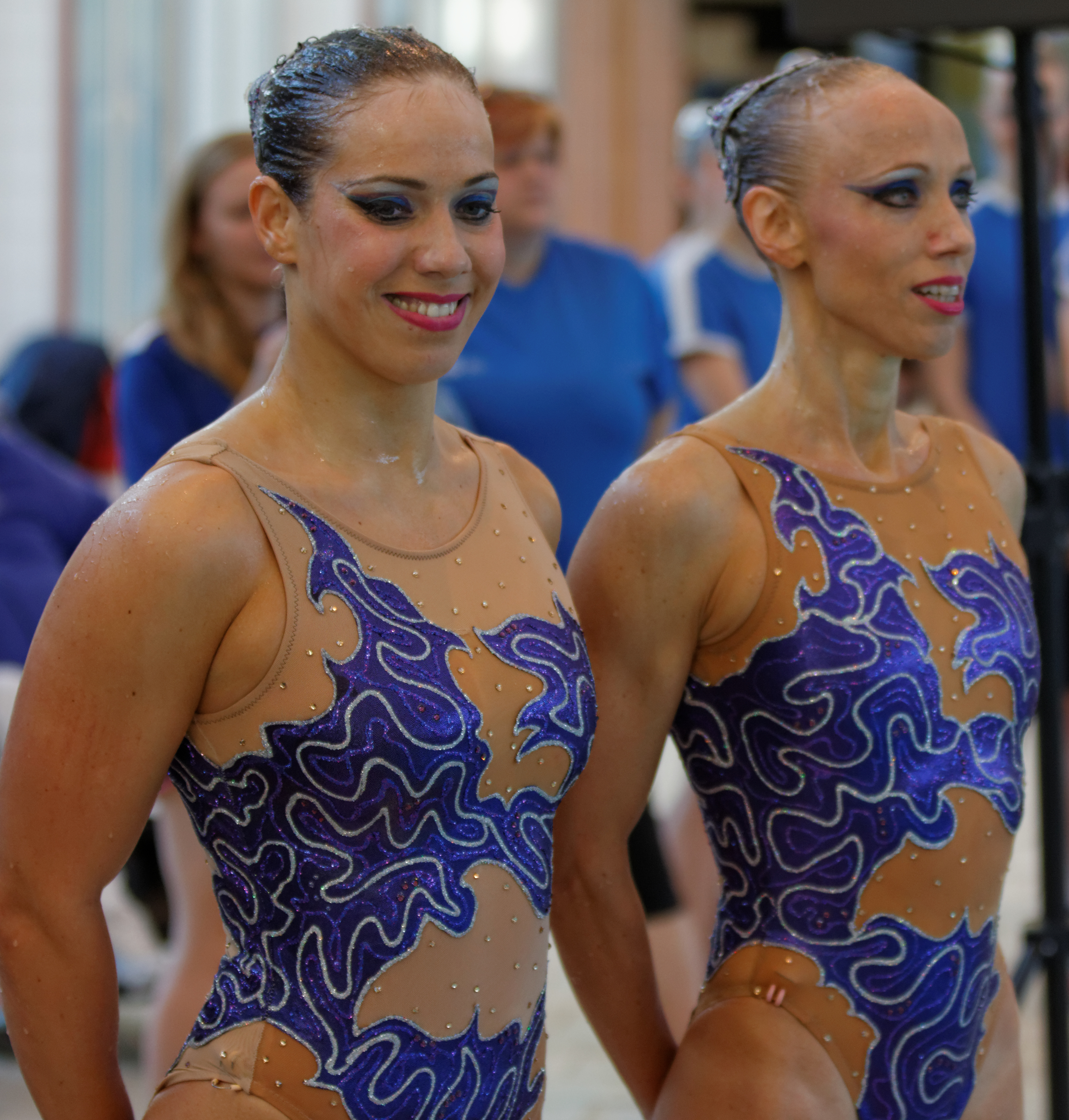
Das tschechische Duo Dufková (links) und Bernardová, als 14. der Qualifikation gescheitert
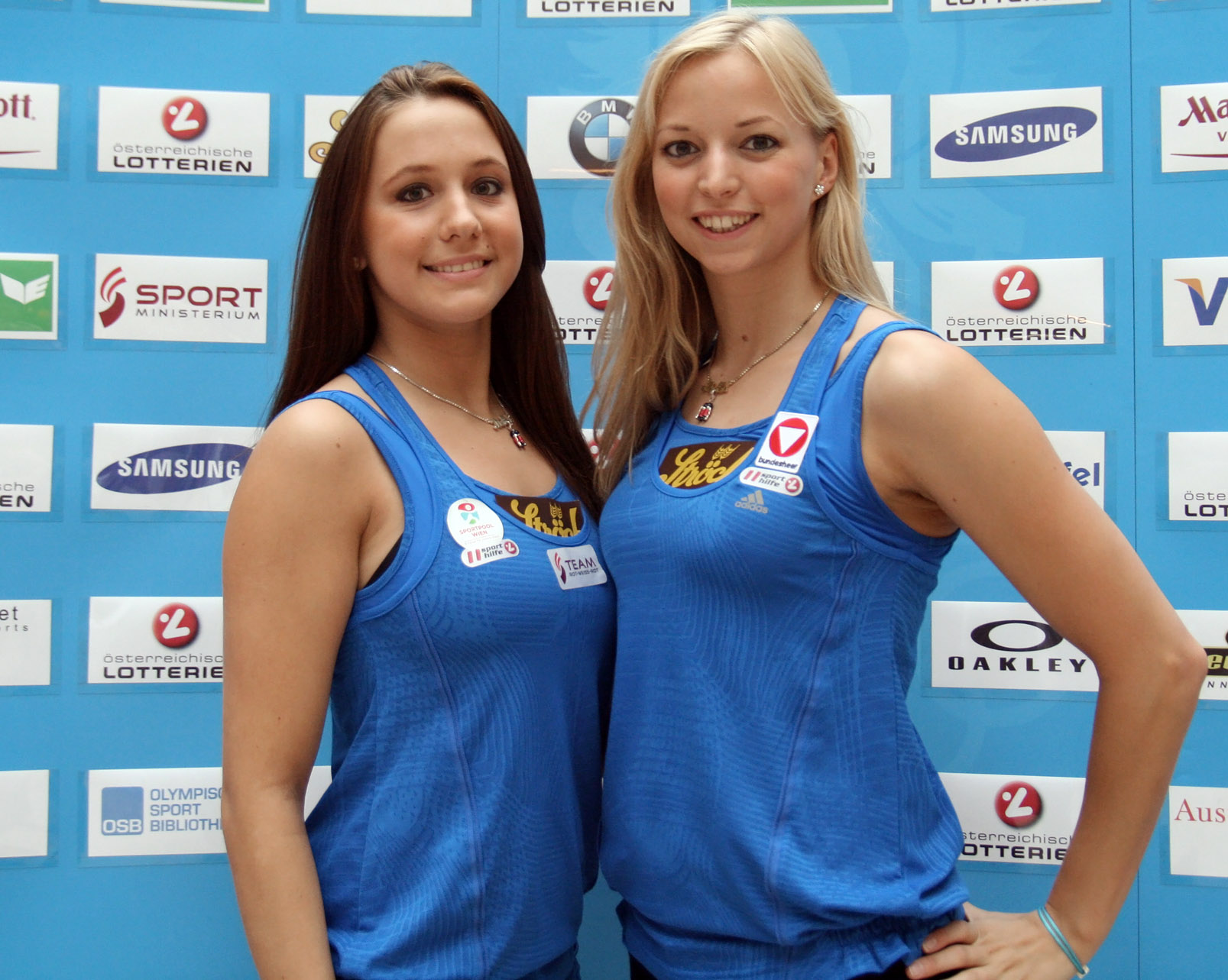
Lang (links) und Brandl (AUT) scheiden als 19. der Qualifikation aus
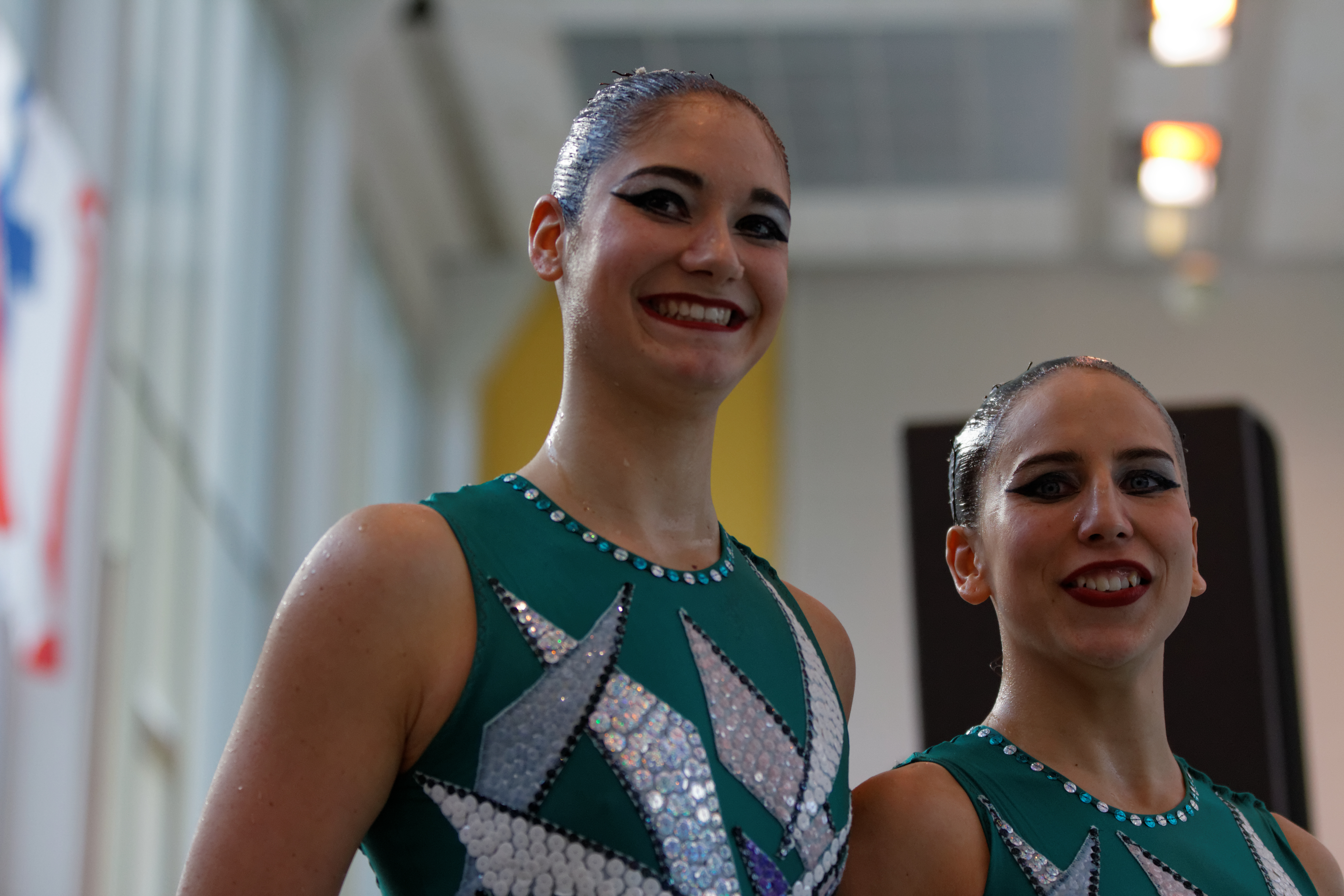
Nyffeler (links) und Fischer (SUI) erreichen Platz 20
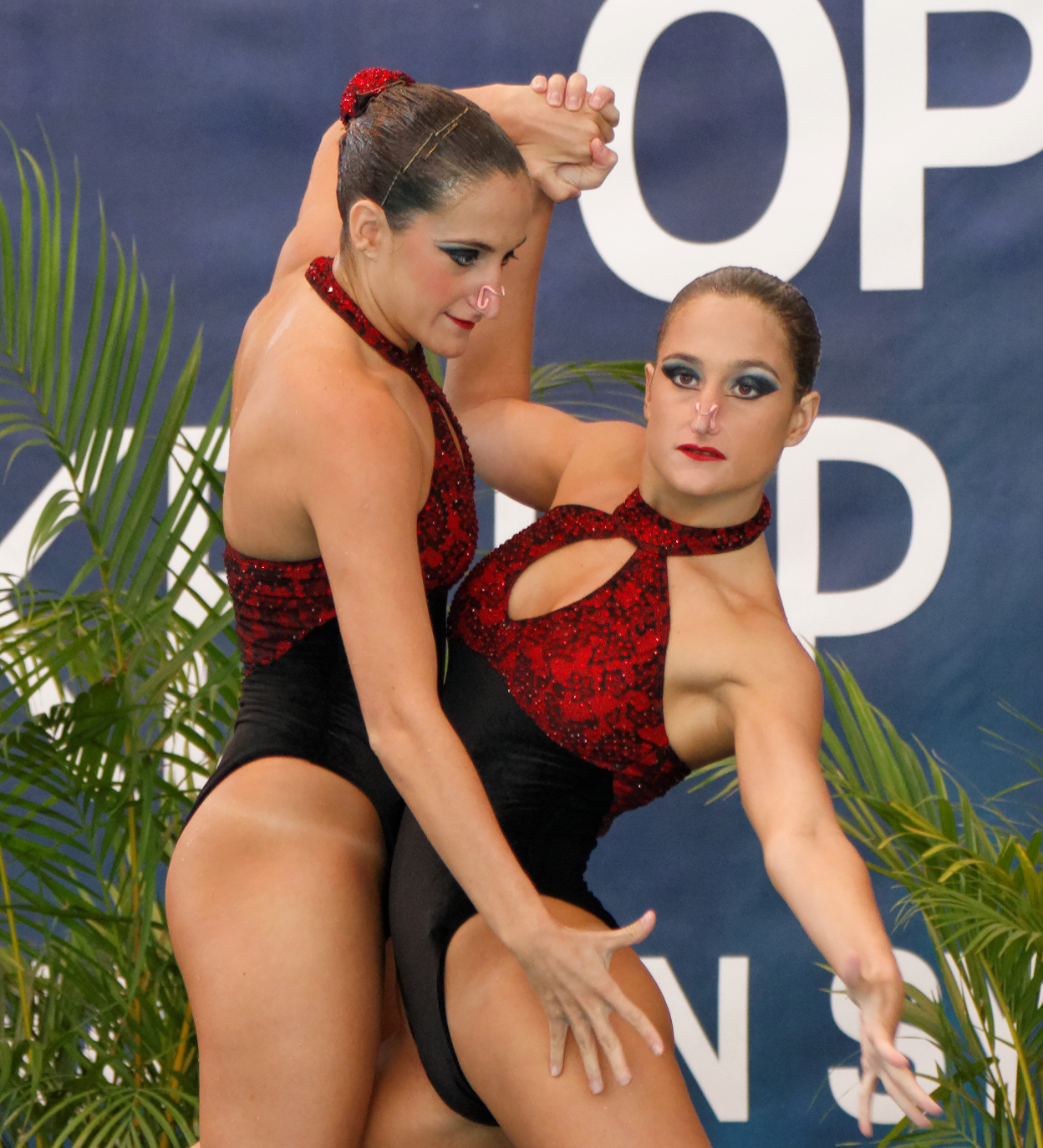
Die argentinischen Zwillingsschwestern Etel und Sofia Sanchez belegen Platz 22